# 大同水上樂園
大同水上樂園（英語：Datong Water Park），為台灣第一座主題樂園，號稱「第一樂園」，由大同育樂企業股份有限公司董事長陳釗炳創辦，1972年8月4日開幕，1992年10月11日結束營業。舊址位在臺北縣板橋市（今新北市板橋區）江子翠東南側靠近港子嘴地區，西起雙十路，東迄懷德街，南到萬板大橋引道，北達大同街，面積廣達3.1公頃。

## 設施
大同水上樂園除主園區（前樂園）外，並設有「第二樂園」。1972年8月4日開幕時，園區內有桃花池、滑水板、人工溪流、兒童池和餐飲部。1972年10月25日兒童世界遊樂場開幕時，已有雲霄飛車（被誤指為太空列車）、潛水艇、太空列車、月球飛盤。樂園入口「大同水上樂園」牌匾是前立法院院長倪文亞題字。大同水上樂園是全台灣第一個廿四小時開放溫水游泳池的樂園。
- 餐廳/餐飲部：為三層樓的建築，一樓頂並有觀景平台。三樓頂有一大型三腳鐵塔，文字標示「大同水上樂園」。販售的食物包括裹粉的熱狗。
- 高空單軌電車/小火車
- 太空飛鼠：單人座軌道遊樂設施。
- 歡樂神龍/歡樂飛龍：1980年7月13日建置，列車軌道遊樂設施。行經路線為爬升到頂後「繞半圈 就是第一個俯衝 起來後 再繞半圈 就是第二個俯衝 起來後 再繞半圈 接連兩個小波浪俯衝後 繞半圈進站」。
- 雲霄飛車：為全台第一個具有360度旋轉雲霄飛車的樂園，乘客乘坐經過兩次360度轉圈時會被噴泉水噴到。
- (原子)潛水艇/水晶宮/海底奇觀：順著軌道走的藍色潛水艇，船身有玻璃窗看不甚清楚的水中景觀，沒有真的潛水。
- 萬人游泳池/人造海浪/大潮波游泳池：為園區內最大游泳池，泳池單側高台上有噴泉，沿著斜坡急洩而下成為瀑布，底下以機械造浪，側邊有一圓形噴水台。
- 高空滑水道
- 漂漂河/人造溪流：可以套游泳圈後順流而下。
- 飛天椅(?)：鍊條懸掛離心旋轉的椅子，類似台北市立兒童育樂中心的「輻射飛椅」。
- 水上飛舟/衝衝飛船：坐小艇爬升至高處沿水道衝下去，類似六福村的「火山歷險」。
- 太空飛象
- 旋轉木馬
- 月球飛盤/旋轉椅/太空列車：座位沿著圓圈排列，軸心偏斜旋轉，中心為一繪上世界地圖的「地球」。入口處有招牌註明為「太空列車」。
- 咖啡杯
- 龍舟：類似台北市立兒童育樂中心的龍舟。
- 海盜船：(當年)耗資千萬全國第一座海盜船
- (百尺)觀覽車/摩天輪：在江子翠，可以俯視大台北全景居高臨下盡情觀賞。
- 碰碰車：四輪機動車
- 三輪機動車
- 水上自行車
- 千里駒：不詳
- 聊齋屋/鬼屋
- 蠟像館
- 陳列室
- 跳跳床
- 山地文化村：有原住民歌舞表演[5][6]

### 收費
據1973年《經濟日報》報導，大同水上樂園當時入園門票為全票16元、半票12元，但門票僅是取得入園資格，若想使用各項設施，還需另外花錢購買代幣，據傳園方營運第一個月便已回本（實際上是半年內）。第二樂園的設施都屬於免收費的設施，偶有鄰近兒童闖越第二樂園後面的欄杆缺口或是樂園正門的旋轉門進去玩。

## 影響
大同水上樂園的開幕帶動台灣各地遊樂園的興建熱潮，並使得各大百貨公司利用樓頂空間，引入機械遊樂設施。

## 結束營業
大同水上樂園雖於1970年代風光全台，但終因不堪競爭、設施老舊與管理問題，加上幅員受制、土地開發利益更大及興建萬板大橋的需求，故於1992年10月11日午後15時45分跑完最後一趟「歡樂神龍」雲霄飛車後停止營業，但游泳池在樂園關閉後仍有繼續短暫營業一段時間。荒廢期間亦如其他樂園廢墟般，出現靈異傳說，並有街友進駐，成為青少年探險勝地。
2003年，大同水上樂園土地完全為臺北縣板橋市公所徵收，前樂園部份為現今的萬板大橋板橋端引道、第二樂園（後樂園）成為音樂公園，其中音樂台的位置為樂園的滑水道。售票口的位置在現今萬板大橋與雙十路的交叉口、「瑞林珍寶社區」住宅。停車場在目前的八德公園與萬板路各一半。
大同水上樂園拆除後，江子翠區域知名建商大昌機構在當地蓋了不少建案，都以「珍寶」系列命名。

## 外部連結
- 影片
  - 1972年8月4日 台視新聞畫面 大同水上樂園開幕 （页面存档备份，存于）
  - 1973年1月26日大同樂園招待千餘孤兒 （页面存档备份，存于）
- 新聞
  - 尋找失樂園／兒童樂園成古蹟 亞洲樂園鬼話連篇（庫存：archive-is）
- 照片
  - 大同水上樂園招待卡 （页面存档备份，存于）
  - 昔日的大同水上樂園 （页面存档备份，存于）
  - 《失去的樂園28---大同水上樂園》，「森活札記部落格」 （页面存档备份，存于）
  - 68年 大同水上樂園 （页面存档备份，存于）
  - 大同水上樂園1983年8月(Ken) （页面存档备份，存于）
  - 大同水上樂園(Winny) （页面存档备份，存于）
  - 1970大同水上樂園
  - 台北．板橋．大同水上樂園
  - 外婆帶這三兄妹到大同水上樂園 (富榮)[永久]
  - 國家文化資料庫